# Duitsland op het Eurovisiesongfestival 1981
Duitsland deed mee aan het Eurovisiesongfestival 1981 in Dublin. Het was de 26ste deelname van het land op het Eurovisiesongfestival.

## Selectieprocedure
De finale werd gehouden in de studio's van Bayererischer Rundfunk in München en werd gepresenteerd door Katja Ebstein.
De winnaar werd gekozen door een representatief panel van 500 mensen..
| Volgorde | Artiest                      | Lied                                                       | Punten | Plaats |
| -------- | ---------------------------- | ---------------------------------------------------------- | ------ | ------ |
| 1        | Janz                         | "Steine" (Stones)                                          | 2355   | 10     |
| 2        | Nina Martin                  | "Männer" (Men)                                             | 2292   | 11     |
| 3        | Tacco Ockersee               | "Träume brauchen Zeit" (Dreams need time)                  | 2269   | 12     |
| 4        | Lenz Hauser & Harald Stümpfl | "Moment"                                                   | 2856   | 8      |
| 5        | Thomas Fuchsberger           | "Josephine"                                                | 2956   | 7      |
| 6        | Rudolf Rock & Die Schocker   | "Mein Transistorradio" (My transistor radio)               | 2735   | 9      |
| 7        | Lena Valaitis                | "Johnny Blue"                                              | 5023   | 1      |
| 8        | Martin Mann                  | "Boogie Woogie"                                            | 4039   | 3      |
| 9        | Jürgen Renfordt              | "Barfuß durch ein Feuer" (Barefoot through a fire)         | 3963   | 4      |
| 10       | Leinemann                    | "Das Ungeheuer von Loch Ness" (The Loch Ness Monster)      | 3921   | 5      |
| 11       | The Hornettes                | "Mannequin" (Model)                                        | 4304   | 2      |
| 12       | Peter Cornelius              | "Träumer, Tramps und Clowns" (Dreamers, tramps and clowns) | 3769   | 6      |

## In Dublin
In de finale van het Eurovisiesongfestival 1981, gehouden in Dublin, moest Duitsland optreden als 3de, net na Turkije en voor Luxemburg. Op het einde van de stemming bleek dat ze op een 2de plaats geëindigd was met 132 punten.
Men ontving 4 keer het maximum van de punten.
Nederland had drie punten over voor deze inzending, België tien.

### Gekregen punten
| 12 punten                              | 10 punten   | 8 punten                                   | 7 punten                        | 6 punten  |
| -------------------------------------- | ----------- | ------------------------------------------ | ------------------------------- | --------- |
| - Portugal - Spanje - Turkije - Zweden | - België    | - Cyprus - Denemarken - Frankrijk - Israël | - Finland - Verenigd Koninkrijk | - Ierland |
| 5 punten                               | 4 punten    | 3 punten                                   | 2 punten                        | 1 punt    |
| - Griekenland - Oostenrijk             | - Noorwegen | - Luxemburg - Nederland                    | - Joegoslavië                   |           |

### Gegeven punten
Punten gegeven in de finale:
| 12 punten | Frankrijk           |
| 10 punten | Zweden              |
| 8 punten  | Portugal            |
| 7 punten  | Zwitserland         |
| 6 punten  | Ierland             |
| 5 punten  | Luxemburg           |
| 4 punten  | Verenigd Koninkrijk |
| 3 punten  | Nederland           |
| 2 punten  | Griekenland         |
| 1 punt    | Denemarken          |

1956 · 1957 · 1958 · 1959 · 1960 · 1961 · 1962 · 1963 · 1964 · 1965 · 1966 · 1967 · 1968 · 1969 · 1970 · 1971 · 1972 · 1973 · 1974 · 1975 · 1976 · 1977 · 1978 · 1979 · 1980 · 1981 · 1982 · 1983 · 1984 · 1985 · 1986 · 1987 · 1988 · 1989 · 1990 · 1991 · 1992 · 1993 · 1994 · 1995 · 1996 · 1997 · 1998 · 1999 · 2000 · 2001 · 2002 · 2003 · 2004 · 2005 · 2006 · 2007 · 2008 · 2009 · 2010 · 2011 · 2012 · 2013 · 2014 · 2015 · 2016 · 2017 · 2018 · 2019 · 2020 · 2021 · 2022 · 2023 · 2024 · 2025